# Fresnes-sur-Escaut
Fresnes-sur-Escaut é uma comuna francesa na região administrativa de Altos da França, no departamento do Norte. Estende-se por uma área de 11.77 km². Em 2010 a comuna tinha 7 573 habitantes (densidade: 643,4 hab./km²).